# أوري ديفيس
أوري يوسف حاييم ديفيس (بالعبرية: אורי דייוויס‏) انضم إلى حركة فتح في العام 1984 بتنسيب من القائد الراحل أبو جهاد (خليل الوزير) وشارك في المؤتمر السادس بلجنة العلاقات الخارجية، وقرر الترشح لعضوية المجلس الثوري من أجل العمل في لجنة العلاقات الخارجية بالمجلس".
ويعرف ديفيس نفسه بقوله «أنا فلسطيني عبري من أصل يهودي من مواليد القدس عام 1943 قبل إقامة الدولة العنصري وأنا مناهض للصهيونية»، وأضاف ديفيس «إذا كان لدي دور في المجلس الثوري فآمل أن يكون في لجنة العلاقات الخارجية للمجلس كي تعطى لي فرصة لأنسق عملية تجديد العلاقات مع هذا المجتمع».
وبقي ديفيس المقيم حاليا في رام الله والمتزوج من فلسطينية ويعمل حاليا محاضرا في جامعة القدس أبو ديس على علاقة بالرئيس الفلسطيني ياسر عرفات، وواصل التردد على مقره الذي بقي فيه محاصرا لسنوات حتى رحيله في العام 2004.
في عام 2009، فاز بانتخابات المجلس الثوري الفلسطيني التي عُقدت أثناء المؤتمر السادس لحركة فتح في بيت لحم وصار عضوًا فيه.

## وصلات خارجية
- Uri Davis' website
- Movement Against Israeli Apartheid in Palestine official website